# Karl Friedrich (Fürstenberg-Mößkirch)

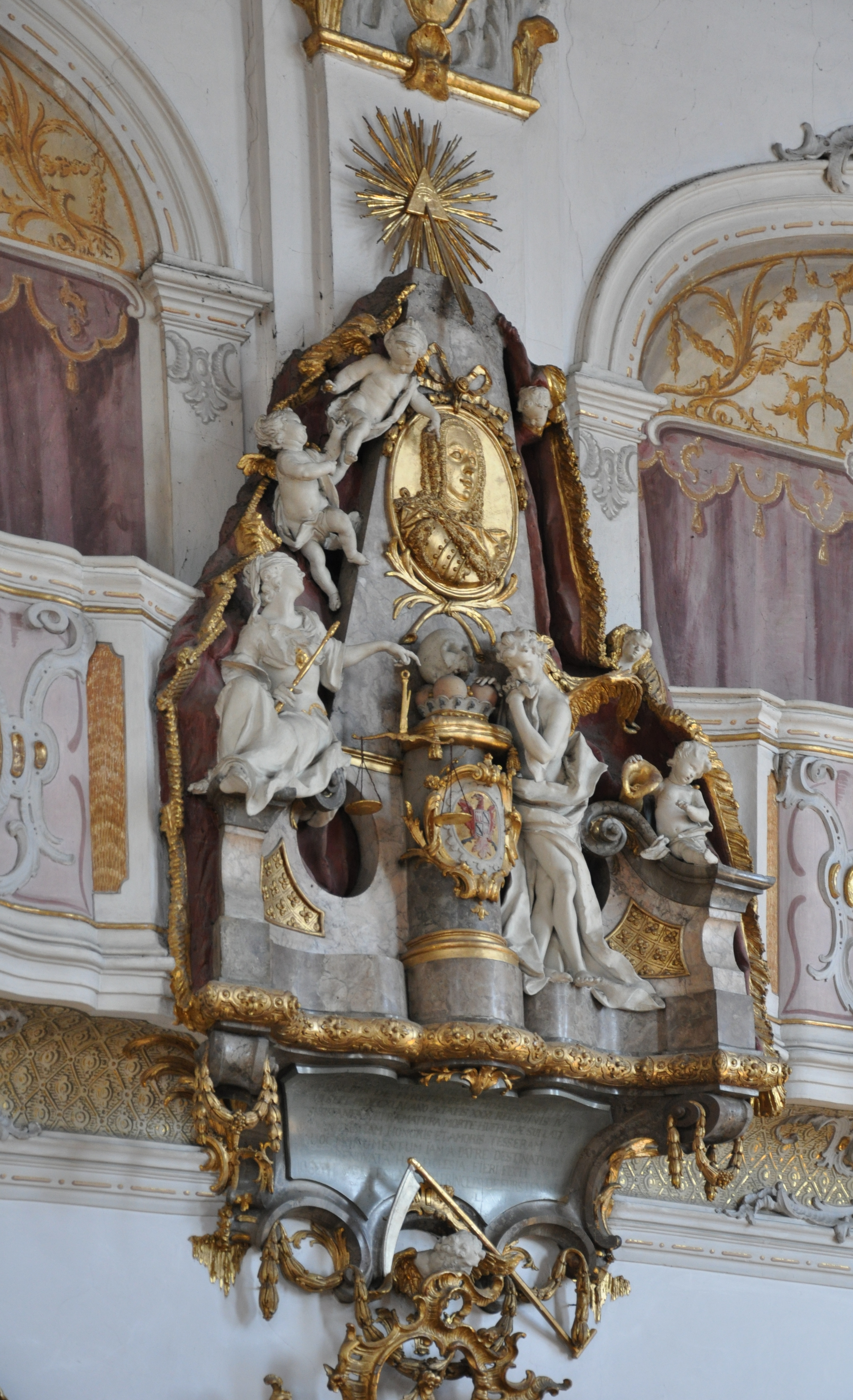
Epitaph des Fürsten Karl Friedrich von Fürstenberg in der Pfarrkirche St. Martin in Meßkirch. Der farbiger Stuckmarmoraufbau wurde um 1775/76 vom Bildhauer Johann Joseph Christian aus Riedlingen geschaffen.

Karl Friedrich Nikolaus zu Fürstenberg-Mößkirch (* 9. August 1714 in Meßkirch; † 7. September 1744 in Hüfingen) war von 1741 bis 1744 der vierte regierende Fürst zu Fürstenberg.

## Leben
Karl Friedrich wurde als einziger Sohn des Reichsfürsten Froben Ferdinand zu Fürstenberg-Mößkirch und dessen Ehefrau Maria Theresia Felicitas von Sulz geboren.
Er wurde von einem Jesuitenpater erzogen und auch an der von Jesuiten geführten Universität Dillingen ausgebildet. Danach studierte er an der Prager Karls-Universität Philosophie und in Köln und Löwen Rechtswissenschaften und schloss seine Studien 1733 ab.
Karl Friedrich heiratete am 23. Mai 1735 Maria Gabriele Felicitas von Schleswig-Holstein-Sonderburg-Wiesenburg, eine Tochter Herzog Leopolds (1674–1744). Die Ehe blieb kinderlos. 1741 trat Karl Friedrich die Nachfolge seines verstorbenen Vaters an. 1743 stiftete er in Meßkirch (die 1827 abgerissene) St. Fidelis-Kapelle und vereinigte die Bibliothek seines Schlosses Heiligenberg mit der Hofbibliothek in Meßkirch. Von 1748 bis 1762 wurden fast 4000 Bände in die Hofbibliothek Donaueschingen überführt.
Während eines Jagdausflugs in Hüfingen verstarb Karl Friedrich 1744 an einem Lungenabszess. Das Erbe fiel an die Linie Fürstenberg-Stühlingen. Der Sohn seines Nachfolgers, Joseph Wenzel von Fürstenberg-Stühlingen, ließ 1775/76 durch den Rokokobildhauer Johann Joseph Christian ein repräsentatives Grabmal in der Meßkircher Stadtpfarrkirche St. Martin errichten.
Karl Friedrichs Witwe lebte bis 1798 im Kloster St. Walburg zu Eichstätt.